# Francesca Pattaro
Francesca Pattaro (Este, 12 marzo 1995) è un'ex pistard e ciclista su strada italiana.
Specialista delle gare di endurance su pista, è stata attiva nella categoria Elite dal 2014 a 2020. Ai Giochi olimpici di Rio de Janeiro 2016 ha ottenuto il sesto posto nell'inseguimento a squadre con il quartetto italiano, stabilendo anche il nuovo record nazionale di specialità.

## Carriera

### 2006-2013: gli esordi e le vittorie da Juniores
Nata ad Este, è cresciuta a Vo', comune dove ha attualmente dimora. Inizia l'attività sportiva nel 2006 e ottiene i primi risultati importanti nel 2011, quando, nella categoria Allievi, diventa campionessa italiana su pista dell'inseguimento individuale.
Nel 2012 passa alla categoria Juniores; in stagione ottiene il decimo posto nei 500 metri a cronometro ai campionati europei su pista di Anadia, mentre ai campionati italiani si classifica seconda nell'inseguimento individuale e terza nell'omnium e nell'inseguimento a squadre. Nel 2013, ancora tra le Juniores, ottiene il secondo posto a cronometro ai Campionati italiani su strada e il diciassettesimo nella stessa specialità ai campionati del mondo su strada di Firenze. Su pista vince invece il titolo europeo Juniores nell'inseguimento a squadre ed è settima nell'inseguimento individuale; ai campionati mondiali ottiene il quarto posto nell'inseguimento a squadre e il decimo nell'individuale, mentre ai campionati italiani vince sia nell'inseguimento individuale che nell'inseguimento a squadre, piazzandosi terza sia nello scratch che nei 500 m a cronometro.

### Dal 2014: le gare Elite e i Giochi 2016
Nel 2014 debutta nelle gare Elite, pur potendo sempre gareggiare con le Under-23: ai campionati italiani ottiene il terzo posto nell'inseguimento a squadre, e lo stesso piazzamento arriva con il quartetto azzurro ai campionati europei Under-23 di Anadia. L'anno dopo, ai campionati italiani, conclude seconda nella velocità a squadre, terza nella velocità e nell'inseguimento a squadre, quarta nell'inseguimento individuale e quinta nell'omnium; ai campionati europei Under-23 si classifica invece quarta nell'inseguimento a squadre e sesta nell'omnium di categoria. In dicembre partecipa anche alle gare di Coppa del mondo in Nuova Zelanda con le azzurre dell'inseguimento a squadre, ottenendo il settimo posto.
Proprio l'inseguimento a squadre diventa la sua disciplina favorita nel 2016, stagione in cui con il quartetto azzurro è sesta ai campionati del mondo di Londra, seconda ai campionati europei Under-23, prima e medaglia d'oro (pur gareggiando solo nelle qualificazioni) ai campionati europei e seconda nella prova di Coppa del mondo di Glasgow. Arriva anche la qualificazione ai Giochi olimpici di Rio de Janeiro 2016, dove il quartetto italiano, completato da Simona Frapporti, Tatiana Guderzo e Silvia Valsecchi, ottiene il sesto posto finale, stabilendo anche il nuovo record nazionale di specialità (4'22"964). In stagione Pattaro è anche terza nell'inseguimento individuale, quinta nello scratch e ottava nella corsa a punti ai campionati italiani, e settima nell'inseguimento individuale ai campionati europei Under-23. Su strada debutta con la formazione UCI BePink, con cui partecipa a cinque gare del World Tour (Tour of California, Philadelphia Classic, Vargarda TTT, Vargarda e Madrid Challenge by La Vuelta) e con cui ottiene il quarto posto nella cronometro a squadre dei campionati del mondo di Doha.
Nel 2017 la crescita della squadra d'inseguimento italiana continua. Ai campionati del mondo di Hong Kong il quartetto Balsamo-Frapporti-Pattaro-Valsecchi ottiene il quarto posto finale, venendo sconfitto dalla Nuova Zelanda nella finale per il terzo posto, mentre in Coppa del mondo arrivano cinque piazzamenti Top 4, due nella Coppa 2016-2017 (secondo posto a Cali e quarto a Los Angeles), e tre nella Coppa 2017-2018 (vittoria a Pruszków e secondo posto a Manchester e Santiago). Ai Campionati europei Under-23 di Anadia Pattaro fa inoltre suo il bronzo nell'inseguimento individuale e, in quartetto con le giovani Martina Alzini, Elisa Balsamo e Marta Cavalli, la medaglia d'oro a squadre. Su strada, in maglia BePink-Cogeas, partecipa alla Strade Bianche, al Women's Tour, al Ladies Tour of Norway e a diverse altre gare World Tour; coglie inoltre l'ottavo posto nella cronometro a squadre dei campionati del mondo di Bergen.

## Palmarès

### Pista
- 2013 (Juniores)

Campionati europei, Inseguimento a squadre Junior (con Arianna Fidanza, Michela Maltese e Maria Vittoria Sperotto)
- 2016

Campionati europei, Inseguimento a squadre (con Elisa Balsamo, Simona Frapporti, Tatiana Guderzo e Silvia Valsecchi)
- 2017[1][3]

Campionati italiani, Derny
Campionati europei, Inseguimento a squadre Under-23 (con Martina Alzini, Elisa Balsamo e Marta Cavalli)
3ª prova Coppa del mondo 2017-2018, Inseguimento a squadre (Pruszków, con Elisa Balsamo, Tatiana Guderzo e Silvia Valsecchi)

### Strada

#### Altri successi
- 2017 (BePink)

1ª tappa Setmana Ciclista Valenciana (Vila-real, cronosquadre)

## Piazzamenti

### Grandi Giri
- Giro d'Italia

2018: 128ª
2020: fuori tempo (2ª tappa)

### Competizioni mondiali
- Campionati del mondo su pista

Londra 2016 - Inseg. a squadre: 6ª
Hong Kong 2017 - Inseg. a squadre: 4ª
Hong Kong 2017 - Inseg. individuale: 15ª
- Campionati del mondo su strada

Toscana 2013 - Cronometro Junior: 17ª
Doha 2016 - Cronosquadre: 4ª
Bergen 2017 - Cronosquadre: 8ª
Innsbruck 2018 - Cronosquadre: 9ª
- Giochi olimpici

Rio de Janeiro 2016 - Inseguimento a squadre: 6ª

### Competizioni europee
- Campionati europei su pista

Anadia 2013 - Inseguimento a squadre Junior: vincitrice
Anadia 2014 - Inseguimento a squadre Under-23: 3ª
Atene 2015 - Omnium Under-23: 6ª
Montichiari 2016 - Inseguimento a squadre Under-23: 2ª
Montichiari 2016 - Inseguimento individuale Under-23: 7ª
St. Quentin-en-Yv. 2016 - Inseguimento a squadre: vincitrice
St. Quentin-en-Yv. 2016 - Inseguimento individuale: 8ª
Anadia 2017 - Inseguimento a squadre Under-23: vincitrice
Anadia 2017 - Inseguimento individuale Under-23: 3ª